# Leonardo Coen
Leonardo Coen (Milano, 27 ottobre 1948) è un giornalista e scrittore italiano.

## Biografia
Leonardo Coen, milanese, è tra i fondatori di Repubblica, dopo avere avuto esperienze significative all'Avvenire e al Giorno e aver partecipato alla fondazione del Quotidiano dei Lavoratori. A Repubblica ha alternato l'attività di giornalista politico, cronista, inviato di guerra, giornalista sportivo (ha raccontato quindici Olimpiadi, diciannove Giri d'Italia, alcuni Tour de France, e per trent'anni ha seguito la Coppa del mondo di sci, vincendo il premio internazionale della Coppa del Mondo, ad Åre, in Svezia, per l'anno 2006. Dopo esperienze a Gerusalemme, New York e Londra, è stato corrispondente a Mosca. Ha pubblicato "La morte del maestro: i misteri di casa Guttuso" (1987) e "Il caso Marcinkus" (1991) scritti con Leo Sisti; "Piedi Puliti" (1998) insieme a Peter Gomez e Leo Sisti; "Rossoneri comunque" (2003) e "Putingrad" (2008). Per Dalai editore ha pubblicato "L'ultima fuga" con Renato Vallanzasca e "Sodoma" (2011) scritto con Paolo Colonnello. Su repubblica.it tiene il blog Blog Trotter, uno dei primissimi generati da un quotidiano italiano.
Attualmente è titolare di un blog sul ‘Fatto Quotidiano’.

## Opere

### Libri
- 1987, La morte del Maestro: i misteri di casa Guttuso, con Leo Sisti, Arnoldo Mondadori Editore, ISBN 88-04-30360-3
- 1991, Il caso Marcinkus: Le vie del denaro sono infinite, con Leo Sisti, Arnoldo Mondadori Editore, ISBN 88-04-30562-2
- 1998, Piedi puliti, con Peter Gomez e Leo Sisti, Garzanti, ISBN 88-1173866-0
- 2003, Rossoneri comunque, Limina, ISBN 88-88551-03-4
- 2008, Putingrad. La Mosca di Zar Vladimir, Alet, ISBN 978-88-75200480
- 2010, Renato Vallanzasca. L'ultima fuga, B.C. Dalai, ISBN 88-68526549, ISBN 978-88-68526542
- 2011, Sodoma. Le 120 giornate che hanno distrutto Berlusconi, B.C. Dalai, ISBN 88-66200883 ISBN 9788866200888

### Prefazioni
- Prefazione a Varlam Šalamov, I racconti di Kolyma, B.C. Dalai, ISBN 978-88-60737656
- Prefazione a Thor Gotaas, Storia della corsa. Sfide e traguardi nei secoli, Odoya, ISBN 88-62880871
- Prefazione a Daniele Gallo, Informazione e verità. Far conoscere per riconoscere, Gruppo Editoriale Viator, ISBN 978-88-96813065
- Postfazione a Aldo Ferrara, Virgin Oil. Le insostenibili condotte dell'Eurasia, Cavinato ISBN 88-69821501, ISBN 978-88-69821509